# Pedro Rivas Ruiz
Pedro Rivas Ruiz (Albuñol, Granada, 1896- Madrid, 6 de septiembre de 1977) fue un arquitecto y conservador español.

## Biografía
Pedro Rivas Ruiz recibió una educación esmerada, con estancias en Suiza e Inglaterra y en la ESA de Madrid. Conoció la renovación arquitectónica europea de la época. Se relacionó con la Generación del 27, en un ambiente de profunda renovación arquitectónica, finalizando su carrera en 1925. Estuvo casado con Josefina Cuadra Márquez, con la que tuvo un hijo. A su vez, era hijo de Natalio Rivas, ministro de Alfonso XIII.

## Trayectoria
Durante la República fue nombrado Arquitecto Conservador del Ministerio de Agricultura. Sus trabajos se caracterizaban por un estilo entre el funcionalismo moderno y el eclecticismo renovador. De esta época es el primer proyecto del mercado de abastos de Andújar, iniciado en 1939, pero acabado diez años después. El apoyo al levantamiento militar le costó el puesto en el Ministerio, aunque tras la guerra fue nombrado de nuevo, realizando proyectos muy diferentes bajo el mismo funcionalismo.

## Plaza de abastos de Andújar

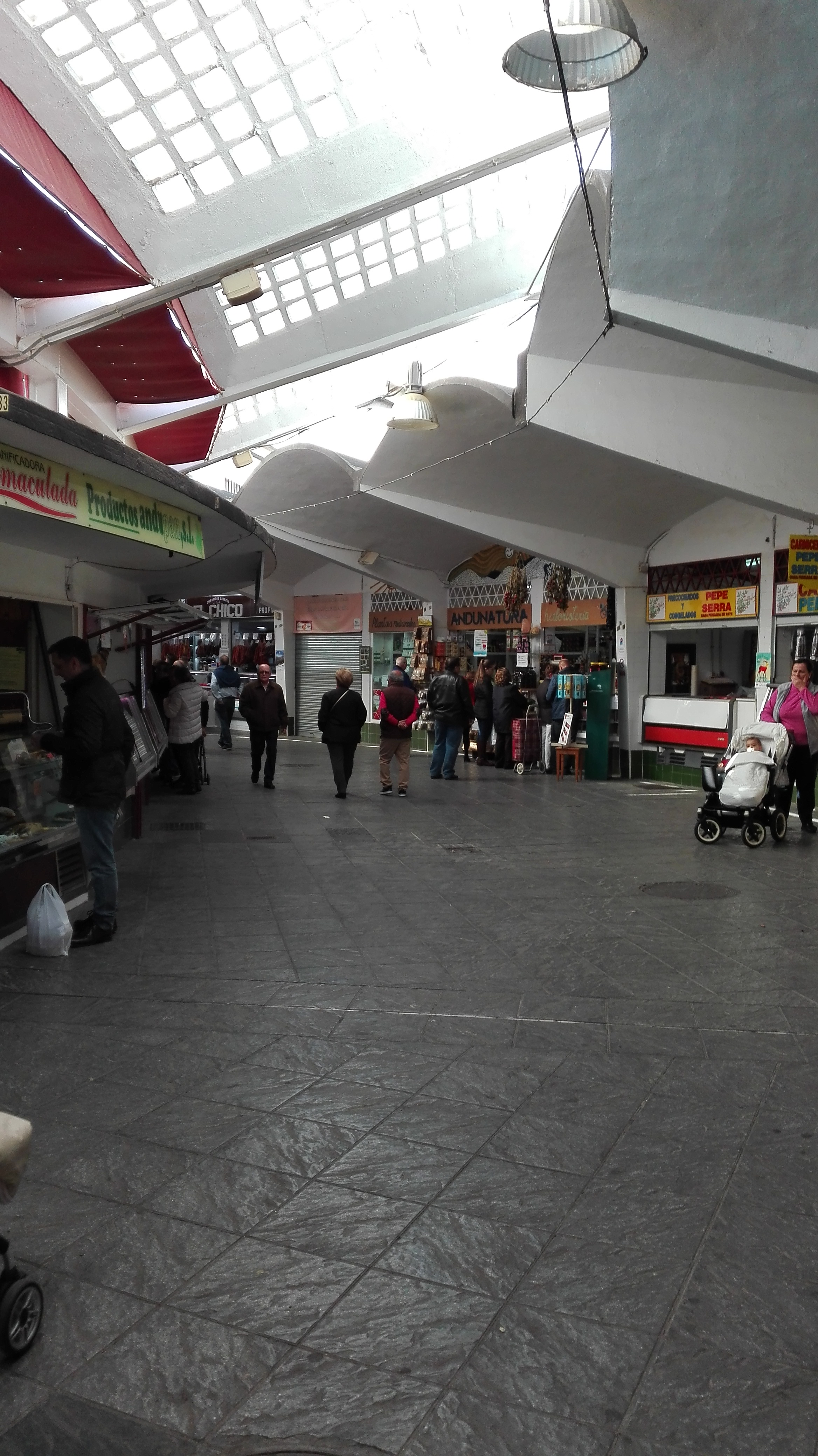
Mercado de abastos de Andújar, obra del arquitecto Pedro Rivas Ruiz (1949)

Proyectada en 1935, la plaza se asienta en un solar exento de medianeras a consecuencia de una bomba en la guerra civil española. Sobre el mismo lugar se construyó en el siglo XV un convento de la Virgen de Guadalupe. 
La actual fachada que ofrece el edificio a la plaza Rivas Sabater es posterior a la original, que fue sustituida en una intervención de la Consejería de Obras Públicas y Transportes en los años ochenta. El acceso entre edificaciones existentes condiciona la situación de los tres accesos al mercado que buscan las calles más cercanas. 

### Estructura
De planta poligonal, prácticamente circular, se organiza en dos zonas: el círculo interior, dedicado a las frutas y verduras, tiene una cubrición en planta en dos alturas sobre una estructura de pilares y jácenas de hormigón concéntricas y radiales, y la calle en círculo exterior, dedicada a carne y pescado, con puestos a ambos lados, cubiertos por losas de hormigón en vuelo, las exteriores con forma parabólica, con lo que la zona central de la calle queda al descubierto. Destaca asimismo el diseño de los puestos, que aún se mantiene en buen número de ellos. El mercado sufrió una nueva intervención en la década de 1990 para cerrar y cubrir los espacios al aire libre con carpinterías de aluminio y una nueva estructura superpuesta de hormigón.